# Gimersdorf
Gimersdorf ist ein abgekommener Ort in der Statutarstadt Wiener Neustadt, Niederösterreich.
Der Ort scheint urkundlich zwischen 1313 und 1527 auf. Im Jahr 1527 wird er zusammen mit St. Ulrich mit 7 behausten Gütern genannt und mit 57 Besitzern von Krautgärten. Der Ort befand sich am Kehrbach vor dem Neunkirchnertor.